# Mentzelia saxicola
Mentzelia saxicola är en brännreveväxtart som beskrevs av H. J. Thompson och Zavortink. Mentzelia saxicola ingår i släktet Mentzelia och familjen brännreveväxter. Inga underarter finns listade i Catalogue of Life.